# توشياكي إيماي
توشياكي إيماي (باليابانية: 今井 敏明) من مواليد 29 ديسمبر 1954، هو لاعب كرة قدم ياباني متقاعد.

## وصلات خارجية
- توشياكي إيماي على موقع قاعدة بيانات كرة القدم.إي يو (الإنجليزية)
- توشياكي إيماي على موقع Soccerway.com (الإنجليزية)
- توشياكي إيماي على موقع عالم كرة القدم.نت (الإنجليزية)

- J.League Data Site (باليابانية)